# Benesat
Benesat (węg. Benedekfalva) – wieś w Rumunii, w okręgu Sălaj, w gminie Benesat. W 2011 roku liczyła 442 mieszkańców.